# سید احمد عراقچی
سید احمد عراقچی (زاده ۱۳۵۷) فرزند سید مرتضی عراقچی و برادرزاده سید عباس عراقچی است. در ۱۵ مرداد ۱۳۹۶، ولی‌الله سیف رئیس کل وقت بانک مرکزی وی را به‌عنوان‌ معاون ارزی بانک مرکزی منصوب کرد. در ۱۴ مرداد ۱۳۹۷ و در ادامه رسیدگی به پرونده اخلالگران در نظام پولی و ارزی کشور، وی با حکم دادستانی بازداشت شد و در ۲۴ مهر ۱۴۰۰ به هشت سال حبس محکوم شد اما پس از آن دیوان عالی کشور حکم احمد عراقچی را نقض کرد.

## زندگی‌شخصی و تحصیلات
سید احمد عراقچی، متولد ۱۳۵۷ می‌باشد. سید احمد فرزند سید مرتضی عراقچی، رئیس اتحادیه صادرکنندگان فرش و برادرزاده سید عباس عراقچی،  وزیر امور خارجه ایران می‌باشد. احمد عراقچی دوران متوسطه را در دبیرستان صالح تهران سپری کرد و از آنجا فارغ‌التحصیل شد. وی دارای مدرک کارشناسی اقتصاد از دانشگاه شهید بهشتی، کارشناسی ارشد مدیریت مالی (فاینانس) از کالج باروچ نیویورک و کارشناسی ارشد اقتصاد از دانشگاه تهران است.

## سوابق اجرایی
طبق اطلاعات وی در سایت بانک مرکزی، از سوابق وی می‌توان به موارد زیر اشاره کرد:
- معاون ارزی بانک مرکزی
- عضویت در هیئت مدیره نهادهای مالی داخلی و بین‌المللی
- عضو هیئت مدیره سازمان بورس و اوراق بهادار
- معاون اجرایی سازمان بورس و اوراق بهادار

### معاونت ارزی بانک مرکزی
۱۷ مرداد ۱۳۹۶، ولی‌الله سیف، رئیس سابق بانک مرکزی و از دیگر متهمان پرونده اخلالگران در نظام پولی و بانکی کشور، طی حکمی سید احمد عراقچی را به معاونت بانک مرکزی منصوب کرد.

## انتقادات و اتهامات
۱۴ مرداد ۱۳۹۷، احمد عراقچی یک سال بعداز انتصاب وی به معاونت بانک مرکزی بازداشت شد. سخنگوی قوه قضائیه ایران، غلامحسین محسنی اژه‌ای اعلام کرد: در ادامه رسیدگی به پرونده اخلالگران در نظام پولی و بانکی کشور، آقای عراقچی، به‌اتهام اخلال در نظام اقتصادی، ارزی و پولی کشور بازداشت شده‌اند. عراقچی در دفاعیات خود اظهار کرد: «دخالت بانک مرکزی در بازار ایران به دلیل دستور حسن روحانی و علی شمخانی بوده‌است.» احمد عراقچی در ادامه بیان داشت:
اواخر شهریور و اوایل مهر ۹۶، شاید آن هم ناشی از گزارش‌ها و هشدارهایی بود که مرتباً ارائه می‌دادیم حتی در گزارش جمع‌بندی که دبیر شورای عالی امنیت ملی اواخر مهرماه ۹۶ خدمت آقای رئیس‌جمهور ارسال کرده‌اند به صراحت نوشته‌اند که بالاخره بازار فردایی یکی از پارامترهای مخل بازار است و به بانک مرکزی اجازه بدهید که در این بازار به‌صورت پوششی مداخله کند. مداخله در بازار ارز به درخواست دبیرخانه شورای عالی امنیت ملی و دستور حسن روحانی و علی شمخانی و تأیید ولی‌الله سیف انجام شده‌است.

### صدور کیفرخواست
۳ آذر ۱۳۹۷، پرونده احمد عراقچی که پس از بازداشت و گذراندن دو ماه بازداشت با سپردن وثیقه آزاد شده بود، به دادگاه ارسال شد.